# Amos de-Shalit
Amos de-Shalit (em hebraico:  עמוס דה-שליט; Jerusalém, 29 de setembro de 1926 – Israel, 2 de setembro de 1969) foi um físico nuclear israelense, laureado com o Prêmio Israel.
De-Shalit morreu antes de completar 43 anos de idade, vitimado por pancreatite aguda. Seus filhos, Ehud e Avner, são professores de matemática e ciência política, respectivamente, na Universidade Hebraica de Jerusalém. Sua irmã, Tamar, foi casada com Arthur Goldreich.

## Prêmios e distinções
- Em 1962 de-Shalit foi eleito um membro da Academia de Ciências e Humanidades de Israel.
- Em 1965 recebeu o Prêmio Israel de ciências exatas, juntamente com seu colega professor Igal Talmi, por seu trabalho sobre "shell model" em física nuclear.

## Obras publicadas
- Nuclear Shell Theory, co-author Igal Talmi (1963) Academic Press, (reprinted by Dover Publications)
- Theoretical Nuclear Physics: Nuclear Structure v. 1
- Amos de-Shalit (Author), Herman Feshbach (Author) John Wiley and Sons